# Sandžak

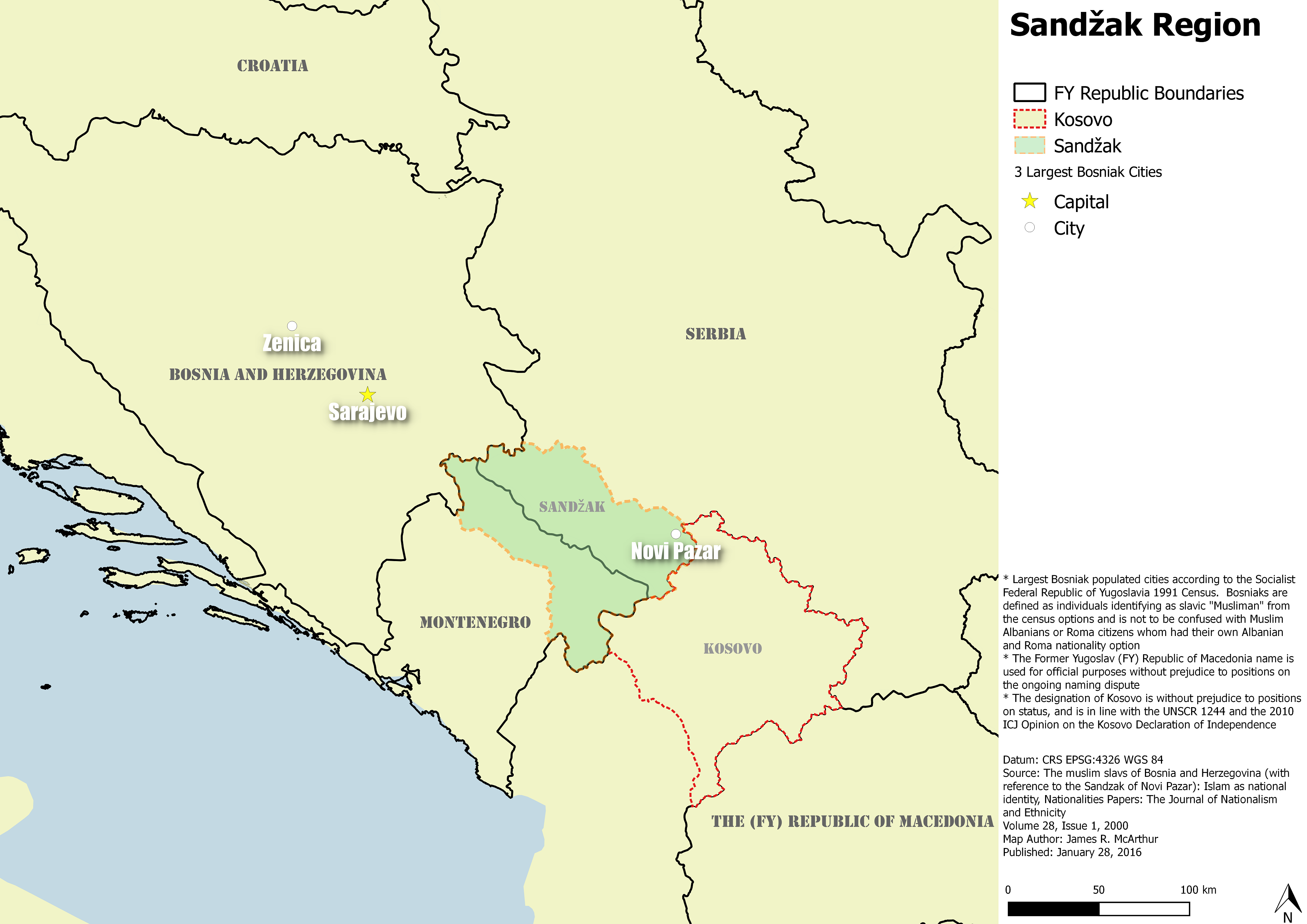
Oblast Sandžaku

Sandžak (v srbské cyrilici Санџак) je geografické a historické území na Balkáně v současnosti rozdělené mezi Srbsko a Černou Horu. Název je odvozen od Novopazarského sandžaku, bývalé správní oblasti Osmanské říše rozprostírající se (víceméně) na daném území. Do příchodu Osmanské říše na Balkán nesla především východní, menší část tohoto území název Raška.[zdroj?]
V letech 1878 až 1909 byl region pod rakousko-uherskou správou, poté byl postoupen zpět Osmanské říši. V roce 1912 byl region rozdělen mezi království Černá Hora a Srbsko. Nejlidnatějším městem v regionu je Novi Pazar v Srbsku.

## Historie

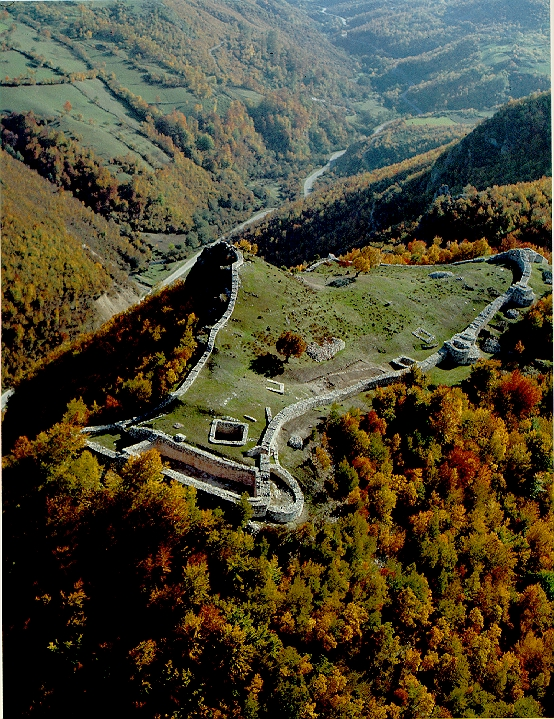
Pevnost Stari Ras

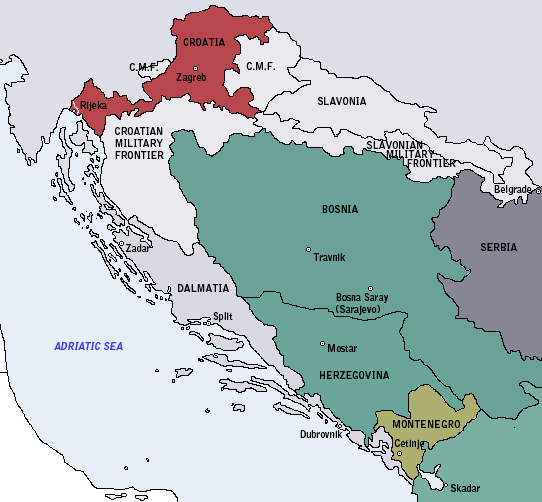
Bosna (zeleně) bez Hercegoviny, ale s územím Novopazarského sandžaku. Situace v roce 1868 před Chorvatsko-uherským vyrovnáním, Chorvatské království červeně

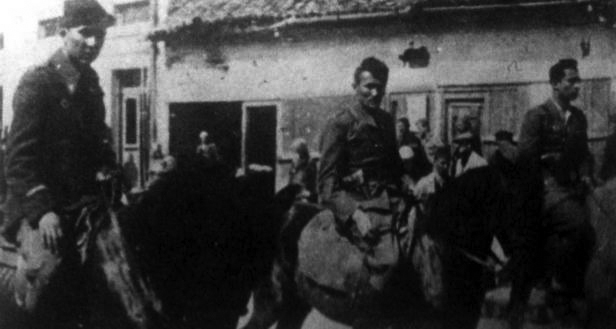
Partyzáni v Novém Pazaru

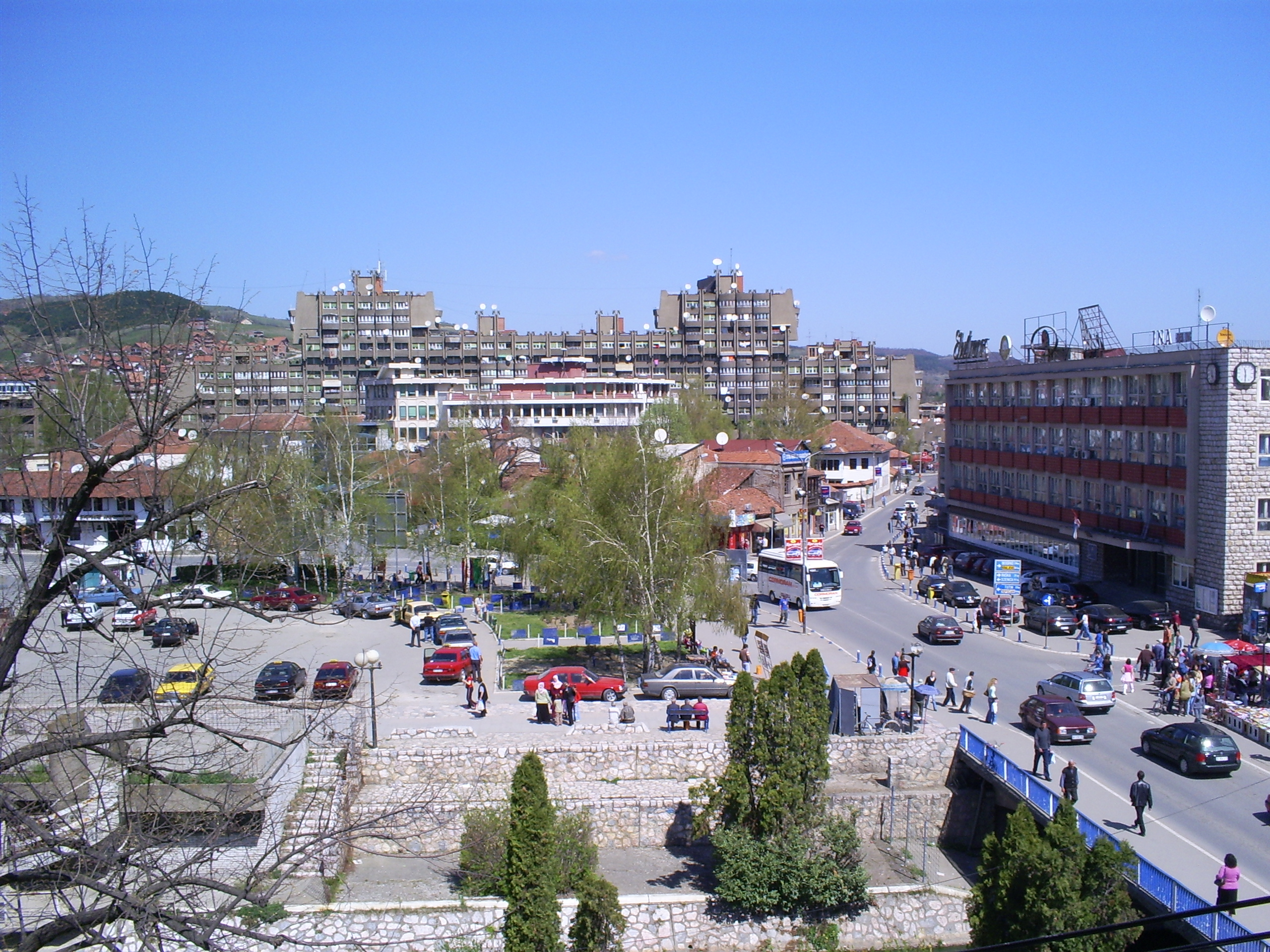
Kulturním, náboženským i ekonomickým centrem muslimského obyvatelstva Sandžaku je město Novi Pazar

Oblast dnešního Sandžaku má – podobně jako Kosovo – klíčový význam pro formování středověkého srbského státu. Její většina byla známa pod názvem Raška a patřila srbskému středověkému státu během nejranějších dob jeho existence. Jižní část území Sandžaku byla součástí státního útvaru s názvem Duklja. Po Bitvě na Kosově poli v roce 1389 byla cesta pro tureckou invazi otevřená, a v první polovině 15. století tak postupně padla celá oblast pod osmanskou nadvládu. Turci na dobytém území zřídili tzv. Novopazarský sandžak, jako správní jednotku, která zahrnovala oblast, táhnoucí se od hranic dnešní Albánie až po Bosnu a Hercegovinu. Jak se na Balkáně rozšiřovaly křesťanské státy na úkor upadající Turecké říše, stal se Novopazarský sandžak víceméně tureckým koridorem, spojujícím Sarajevo se zbytkem impéria. Tento koridor však ztratil po Berlínském kongresu svůj význam, neboť byla Bosna a Hercegovina dána pod Rakousko-uherskou správu (oficiálně z důvodu rozsáhlých povstání křesťanského obyvatelstva, které Turci nebyli schopni potlačit). Sandžak sice zůstal Osmanské říši, nicméně vojensky na jeho území byly přítomné rakouské jednotky.
Po vzniku Prizrenské ligy v druhé polovině 19. století byl mezi albánskými nacionalisty Sandžak začleněn do plánovaného albánského státu, který by se táhl až k bosenským hranicím na severu a hluboko do území dnešní Severní Makedonie na východě. Po vzniku samostatné Albánie ztratily tyto plány svůj význam.
První balkánská válka znamenala opětovné překreslení hranic Balkánu, především ústup Osmanské říše až do oblastí dnešní Thrákie. Sandžak byl rozdělen podle dnešních hranic mezi Srbsko a Černou Horu, což neslo velmi těžce především do té míry protežované muslimské obyvatelstvo.[zdroj?] V roce 1912 získala Černá Hora od Turecka navíc i horská údolí v blízkosti masivů Prokletije a Komovi s městy Plav a Gusinje – která jsou osídlena především Muslimy, méně pak také Albánci.
V průběhu první světové války drželo Sandžak opět Rakousko-Uhersko, po jeho rozpadu se stal součástí království SHS (resp. Jugoslávie). Zanikla tak hranice mezi Srbskem, Černou Horou, ale také Bosnou a Hercegovinou a Sandžak se stal regionem ve vnitrozemí jihoslovanského státu. Politicky se zdejší muslimské obyvatelstvo ztotožnilo převážně s Jugoslávskou muslimskou organizaci, či stranu Džemijet[zdroj?]. Od roku 1929 byl po vnitřních reformách Sandžak přičleněn Zetské bánovině (s hlavním městem Cetinje).
Sandžak byl v dobách existence meziválečné Jugoslávie nerozvinutou oblastí, kde v průmyslu v roce 1931 pracovalo pouhých 3,9 % obyvatelstva; méně než v Kosovu, nebo Černé Hoře.
Za druhé světové války získala celý Sandžak Černá Hora, kde vládla italská loutková vláda. Na jeho území však působily také partyzánské jednotky, které vznikaly především z řad místního obyvatelstva (dodnes je v Sandžaku poměrně silná partyzánská tradice, podobně jako ve zbytku Černé Hory[zdroj?]). Mezi ně patřily např. Třetí proletářská sandžacká úderná brigáda. Přes Sandžak na přelomu let 1941 až 1942 odcházeli partyzáni do východní Bosny poté, co padla Užická republika.
Jugoslávští partyzáni, kteří s blížícím se koncem války svoji pozornost obraceli hlavně na otázky státoprávního uspořádání, nějakou dobu pomýšleli i o tom, že by se mohl Sandžak stát i samostatnou republikou socialistické Jugoslávie. Ačkoliv k tomu nedošlo, byl zřízen zárodek oblastního parlamentu, Antifašistická rada národního osvobození Sandžaku (ZAVNOS). Na druhém zasedání Antifašistické rady národního osvobození Jugoslávie nebyl statut Sandžaku řešen.
Po skončení války byly obnoveny hranice v podobě před rokem 1918 a kulturní a ekonomická centra Sandžaku se tak stala součástí centrálního Srbska.
Po roce 1974 byly v Jugoslávii posíleny prvky konfederativního státního zřízení, což se brzy začalo projevovat preferencí jednotných republikových ekonomik namísto jedné ekonomiky celojugoslávské. To postihlo i Sandžak, který byl rozdělen mezi Srbsko a Černou Horu, a který tak začal ztrácet z ekonomického hlediska charakter provázaného regionu.
Události předcházející rozpadu Jugoslávie ovlivnily Sandžak mnohem méně, než jakoukoliv jinou část federativního státu. Sandžak zůstal integrální součástí centrálního Srbska, byť některé politické skupiny iniciovaly referendum o autonomii oblasti (konalo se v říjnu 1991 a drtivá většina hlasujících se v něm vyslovila pro autonomii). Debaty o možné autonomii Sandžaku probíhají s občasnými přestávkami na srbské politické scéně dodnes.

## Geografie

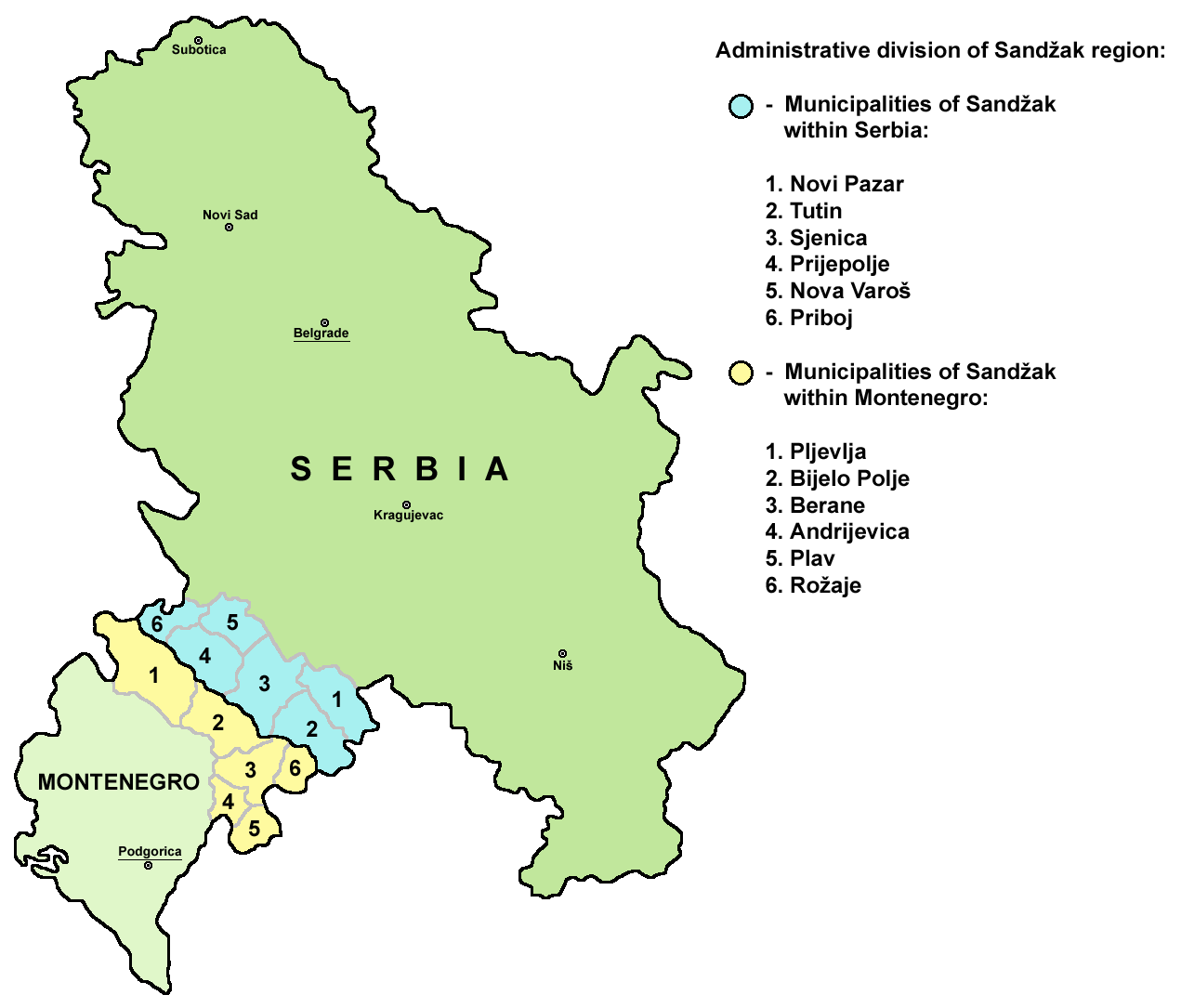
Srbská část Sandžaku (modře) a černohorská (žlutě) na mapě Srbska a Černé Hory.

Sandžak tvoří území protáhlého západo-východního tvaru, od bosenských až po kosovské hranice dlouhé zhruba 120 km a v opačném směru, mezi historickým územím Černé Hory a Srbska dlouhým 60 km. Jeho rozloha je 8 403 km2
Území Sandžaku je velmi hornaté, nacházejí se zde četné náhorní plošiny a vrcholky hor dosahují nadmořské výšky až 2100 m (v severní části okolo 1400 m, v jižní 2100 m).
Řeky, které oblastí protékají (např. Tara, Lim, Ljuboviđa, Uvac, Čeotina, Drina) vytvářejí hluboká a neprostupná údolí. Téměř všechny z nich se vlévají do Dunaje a patří k úmoří Černého moře.

## Politika
Obyvatelstvo regionu je politicky rozděleno, stejně jako je tomu např. v případě Chorvatska, či Bosny a Hercegoviny, podle národnostního klíče. V Sandžaku působí Strana demokratické akce, kterou volí především muslimové. Pravoslavné obyvatelstvo volí majoritní srbské, resp. černohorské strany.
Bosňácké obyvatelstvo má svoji tzv. Bosňáckou národní radu (bosensky Bošnjačko nacionalno vijeće) se sídlem v Novém Pazaru.
Region má svoji reprezentaci při Organizaci nezastoupených států a národů již od roku 1993.

## Ekonomika
Z ekonomického hlediska patří Sandžak k zaostalým částem jak Srbska, tak i Černé Hory. Obyvatelstvo se živí převážně prvovýrobou (zemědělství, lesnictví, těžba surovin), ve městech se nacházejí menší průmyslové podniky.
Sandžakem prochází pouze železniční trať Bělehrad-Bar, která je mezinárodního významu a její dopad na regionální rozvoj je malý.[zdroj?] Největší město v oblasti, Novi Pazar, nemá napojení na železniční síť a ostatní města na tom nejsou lépe. Hlavní silniční tahy přetínají Sandžak severo-jižním směrem. Dálnice přes region neprochází ani jedna, nicméně v souvislosti s výstavbou tzv. Koridoru 10 je dálniční spojení Černé Hory se Srbskem (přes Sandžak) plánováno.

## Obyvatelstvo

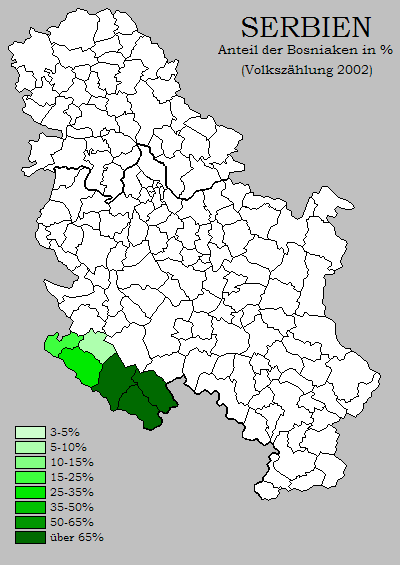
Bosňácké obyvatelstvo v Srbsku. Obývá především v oblasti Sandžaku, resp. jeho jižní části.

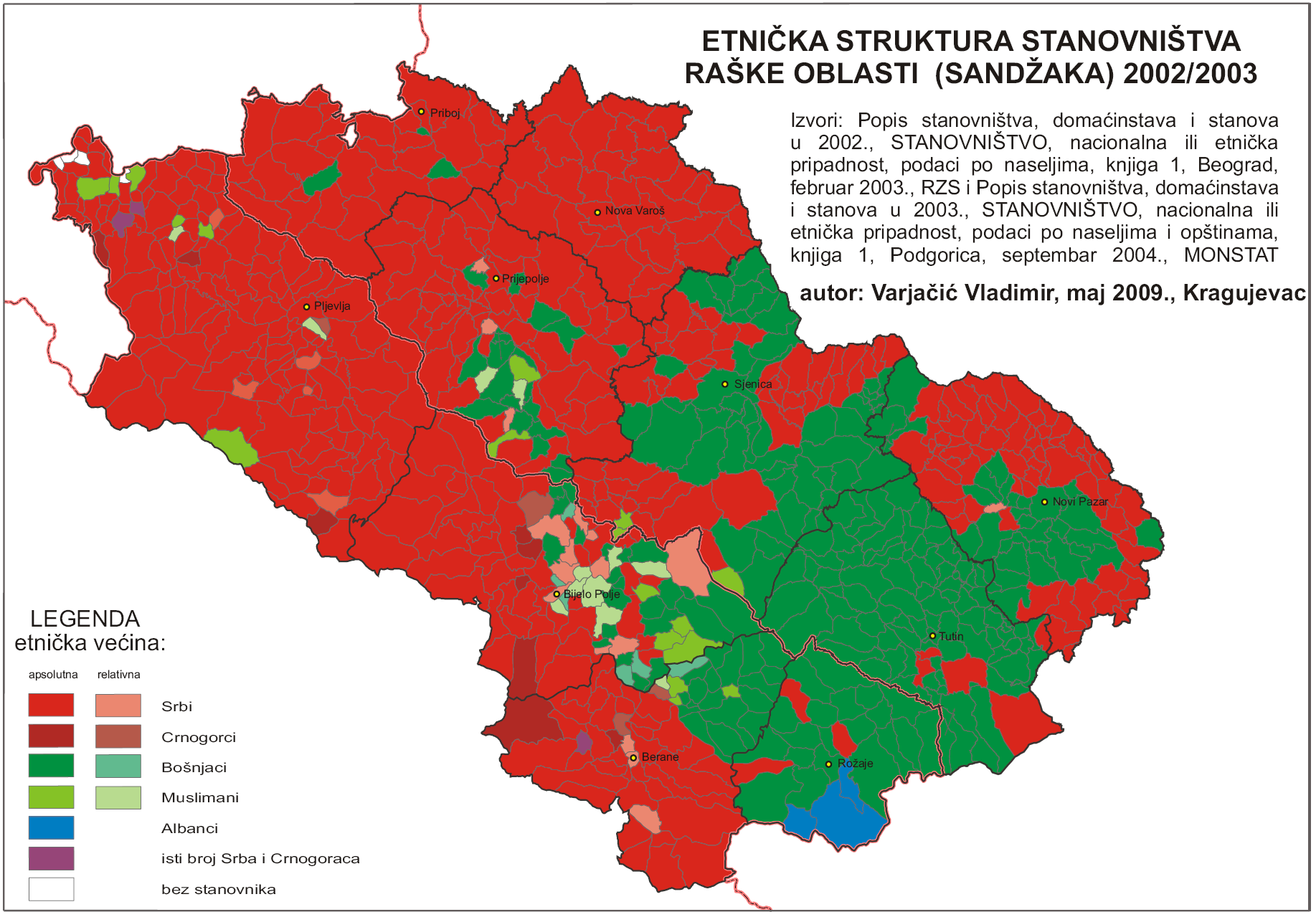
Etnická mapa Sandžaku (včetně Plavu a Andrijevice) podle srbského sčítání v roce 2002 a černohorského v roce 2003

Sandžak je velmi etnicky různorodý region. Většina Bosňákůse při sčítání lidu z roku 1991 prohlásila za etnické muslimy. Při sčítání lidu v letech 2002–2003 se však většina z nich prohlásila za Bosňáky. Stále existuje významná menšina, která se identifikuje jako muslimové (podle etnického původu). V oblasti Pešter stále existují některé albánské vesnice (Boroštica, Doliće a Ugao). V Sandžaku byla v minulosti větší přítomnost Albánců, avšak kvůli různým faktorům jako jsou migrace, asimilace a míchání obyvatel, se mnozí považují za Bosňáky.
Slovanský dialekt z Gusinje a Plavu (někdy považován za součást Sandžaku) vykazuje velmi vysoký strukturální vliv albánštiny. Jeho jedinečnost, pokud jde o jazykový kontakt mezi albánštinou a slovanštinou, je vysvětlena skutečností, že většina slovanských mluvčích v dnešním Plavu a Gusinje je albánského původu.
Největší město a tradiční centrum oblasti je Novi Pazar (cca 55 000 obyvatel) ležící v srbské části, v černohorské části je největší město Bijelo Polje. Obecně je oblast osídlena spíše méně; osídlení není souvislé (vzhledem k hornatému charakteru regionu).
Na rozdíl od zbytku Srbska, kde bylo muslimské obyvatelstvo na počátku 19. století ze země vyhnáno a Černé Hory, ve které se nikdy muslimové neusazovali, je náboženské i etnické složení regionu velice pestré. Sandžak byl až do roku 1912 součástí Osmanské říše a platily v něm místní zákony, které upřednostňovaly muslimské obyvatelstvo. Městské obyvatelstvo proto zůstalo muslimského vyznání, zatímco venkovské zůstalo pravoslavné. V současné době se Sandžak rozdělil po etnické hranici spíše na sever a jih; v tom smyslu, že v jižní části (blízko Nového Pazaru) převažuje obyvatelstvo muslimské, zatímco v severních oblastech (Nova Varoš, Pljevlja) obyvatelstvo pravoslavné, převážně srbské.
V srbské části Sandžaku žije podle sčítání lidu z roku 2011 následující obyvatelstvo:
- 154 814: Bosňáci (muslimové) (64,83 %)
- 77 565: Srbové (32,48 %)
- 314: Černohorci (0,13 %)
- 284: Albánci (0,11%)
- 5 800: ostatní

V černohorské části Sandžaku žije podle sčítání lidu z roku 2011 následující obyvatelstvo:
- 54 780: Srbové (36,05 %)
- 58 272: Bosňáci (muslimové) (38,34 %)
- 28 009: Černohorci (18,43 %)
- 3 778: Albánci (2,48 %)
- 7 111: ostatní

Sandžak je centrem srbské, resp. černohorské muslimské komunity. Jedno ze dvou islámských společenství Srbska sídlí v Novém Pazaru, kde se nachází také i islámská univerzita.

## Města

### Černohorská strana
- Gradac
- Pljevlja
- Bijelo Polje
- Berane
- Rožaje
- Andrijevica
- Plav
- Gusinje

### Srbská strana
- Priboj
- Nova Varoš
- Prijepolje
- Sjenica
- Tutin
- Novi Pazar (historické a kulturní centrum)